# Nieuwe Compagnie
Nieuwe Compagnie (dialekt groningski: Nijkomnij) – wieś w Holandii, w prowincji Groningen, w gminie Hoogezand-Sappemeer. 